# Joe Valachi - I segreti di Cosa Nostra
Joe Valachi - I segreti di Cosa Nostra è un film del 1972 diretto da Terence Young.
È un libero adattamento del libro biografico The Valachi Papers (in it. La mela marcia, Mondadori, 1972) di Peter Maas, celebre giornalista che ha scritto la biografia dell'agente di polizia Frank Serpico (da cui l'altrettanto celebre film di Sidney Lumet Serpico, con Al Pacino).

## Trama
Joseph Valachi è un anziano detenuto del penitenziario federale di Atlanta, imprigionato per contrabbando di eroina. Anche il boss della sua famiglia criminale, Vito Genovese, è imprigionato lì. Genovese è certo che Valachi sia un informatore e gli dà il "bacio della morte", al che Valachi ricambia il bacio.
Valachi uccide erroneamente un compagno di prigionia che pensa sia un assassino della mafia. Avvertito dell'errore dagli agenti federali, Valachi diventa un informatore. Racconta la sua vita in flashback, da quando era un giovane criminale a quando diventa un gangster che frequenta boss come Salvatore Maranzano. Maranzano dice a una persona in lutto durante un funerale: "Non posso riportare in vita i morti. Posso solo uccidere i vivi". Valachi sposa la figlia di un boss, interpretata da Jill Ireland, moglie di Bronson nella vita reale.
L'ascesa di Valachi nella mafia è ostacolata dai cattivi rapporti con il suo capo, Tony Bender. Bender ordina la castrazione del socio d'affari di Valachi per aver avuto rapporti con la moglie di un altro mafioso. Valachi spara alla vittima per porre fine alle sue sofferenze.
Il caos e gli omicidi continuano fino al presente, quando Valachi viene mostrato mentre testimonia davanti a una commissione del Senato. Turbato dal fatto di dover testimoniare, Valachi tenta il suicidio, ma alla fine (secondo le informazioni sovrapposte sullo schermo) sopravvive a Genovese, che muore in prigione.

Alessandro Sperlì nei panni del boss Joe Masseria